# 漢陽大學
漢陽大學（韩语：／），簡稱漢大（韩语：／），位於大韓民國首都首爾市，是一所创建于1939年的私立綜合型大學。主校區位於首爾城東區杏堂洞（행당동），另有位於京畿道安山市的校舍。在首爾及京畿道九里市分別設有附屬醫院。汉阳大学的大学生在两个校区分别有1万5千人和9千人。包括休学生分别是2万2千名和1万3千名，总编制人员为3万5千余人。大学院的硕士课程编制学生有3,000名，博士课程学生1,000名。
该校2018年QS世界大学排名中排名第151，亚洲排名第25；《2017自然指数排行榜(Nature Index 2017 Innovation)》Lens 影响力指标(Normalized Lens influence metric)中，汉阳大学在韩国大学中排名第1，世界大学中排名第23；《2017中央日报大学评价》中，首尔校区综合第3位，ERICA校区综合排名第9位。2010年美国新闻与世界报道全球大學排名301-400。 
漢陽大學的工學院和建築學院在韓國公認有很高的声誉，特別是工程科目，已有65年歷史。是继纽约州立大学理工学院纳米科学与工程学院之后，世界上第二所配备300mm级半导体加工设备的大学。2017年11月基准，汉阳大学与包括麻省理工學院（MIT）、伯克利加大、东京工科大学等大学在内的76个国家和地区的777所学校建立姊妹联谊合作关系。与伊利诺伊大学和天普大学共同运营双学位制度，向包括MIT在内的17个国家的84所学校派遣交换学生进行交流。汉阳大学在校生中的留学生大约有3,000名，海外派遣学生约3,100名。 

## 历史
漢陽大學創校於1939年7月，由金連俊（김연준）博士於西大門區創立。當時學校名叫東亞高等工業學院。解放後，改名為建國技術學校。1948年成立財團法人管理學校，並改名為漢陽工科大學。
韓戰之後，學校遷往今日位於城東區杏堂洞17番地的校址。1959年改組成為綜合大學，並改為現在的校名。1978年與京畿道的半月工業都市（今日京畿道安山市常綠區四1洞）合併。1995年在京畿道九里市開設附屬於漢陽大學的九里醫院。

### 1939年－1948年
从东亚工科学院设立开始到第一任理事长就任之前的这段时期被称为摇篮期。1939年7月，金连俊博士在首尔市钟路区设立了东亚工科学院，两年制3个学科。1942年成立了东亚高等工业学院，由于日制的高等教育政策遭到了新入生募集禁令，于1944年废校。1945年光复后成立建国工科学院，1946年成立财团法人管理学校，金连俊博士就任理事长。之后签交了消防工科学校并成立了汉阳工业学校。解放后，改名为建国技术学校。经过提升等过程变为汉阳工业大学，之后得到成立认可正式成为4年制正规大学。

### 1948年－1959年
从第一任金连俊理事长就任开始到汉阳大学认证之前的这段时期被称为成长期。1948年第一任法人理事长金连俊就任，之后开设了多种学科并设置了附属中等教员培训站。1950年爆发了韩国战争之后，在釜山市玩月洞临时校舍听课，1952年汉阳工大培养出了第一届毕业生。1953年得到大学院成立认可，1953年首尔收复之后在城东区杏堂洞附近的临时教室听课，后迁往现在的城东区杏堂洞并建造了教室。1955年新设自然科学相关学科并扩大了校区，之后又开设了很多理工科学科。

### 1959年－1978年
从汉阳大学被认证为综合大学开始到设立半月分校（现在的ERICA校区）的这段时期被称为发展期。1959年升为综合大学，并开设了三个学院，19个学科和大学院 。1959年创刊了校内舆论机关的汉阳大学报，并完成了中央图书馆的建设。次年1960年开设了放送机关HUBS（现在的汉阳大学教育广播局的母体），同年新设了艺体能相关学科。那年学生们参加了4•19事件造成几名伤亡者，同年创立了学生会和学院学生会，以及总同门会。而且在这个时期，在学校的财政确保政策和降低学生们学费要求的对峙过程中发生了城东警察局闯入事件。1961年开始ROTC培训，之后因为5.16等混乱的社会状况频繁地对学科和编制人员进行调整。1965年和日本早稻田大学签订了学术交流协定，1968年引入季度学期。1969年批准现在的校规，之后又数次对学科和人员进行调整，建筑竣工和用途变更，还有与海外大学科的姊妹联谊合作协定。1972年又宣布戒严令，曾经停课45天，同年开设了400个病床规模的附属医院。1973年第一任校长金连俊离职，第二任校长李海南博士就任。1975年开始与中国的教育机关合作，1976年到2009年公开发表了所使用的UI(University Identity，大学的身份)。

### 1978年－1989年
从设立半月分校（现ERICA校区）以后开始到建校50周年的这段时期被称为跳跃期。1978年现ERICA校区的母体半月分校是从文教部开始得到认可之后成立的，1979年得到正式认可并设立机械工学科500名，电子工学科200名，电器工学科100名。同年把文理科学院分为理科学院和文科学院，由于戒严令停课了23天。1980年举行半月分校的建校式，同年与欧洲地区的大学开始了联谊合作。由于5.17措施引发的戒严令导致学校停课107天，同时博物馆开馆。1981年汉阳女子大学分馆竣工，1983年地铁2号线以及汉阳大学站开通。1987年半月分校改名为安山校区，1988年成立了职员公会。同年开通了地铁4号线以及汉大前站并提高了与安山校区的接近性。

### 1989年－至今
从建校50周年开始到现在为止的这段时间被称为非常期。1989年以后进行了几次组织改编，与海外大学的交流也变得频繁了。1993年与企业签订了产学协动议定书，1994年开设汉阳大学网页。2002年成立「漢陽網路大學」，2002年HIT建筑竣工，地铁2号线汉阳大学站－校内本馆前的连接通道爱之门竣工并开通。特别是2000年上半年，与马萨诸赛工科大学为首的韩国内外多所大学建立姊妹联谊合作。
2008年法学专门大学院得到认证，同年36届总学生会渎职发生了贪污事件并自动退职。联合技术中心竣工，申办理化工研究所并得到了日本总理麻生太郎的访问。2009年迎来了建校70周年，进行了汉阳工大70周年纪念和EXPO的70天的奇迹活动，并以最多献血者的记录打破韩国吉尼斯纪录。同年安山校区的名称变更为ERICA校区，通过大学构造的改编变成了现在的样子。同年新本馆开馆，设立第一任校长金连俊校长的铜像并在11月2日公布了新的大学身份。2010年药科大学的成立得到了认证，在ERICA校区也新设了药大。2015年3月第14任校长李永茂校长就任。

## 校区

### 首尔校区

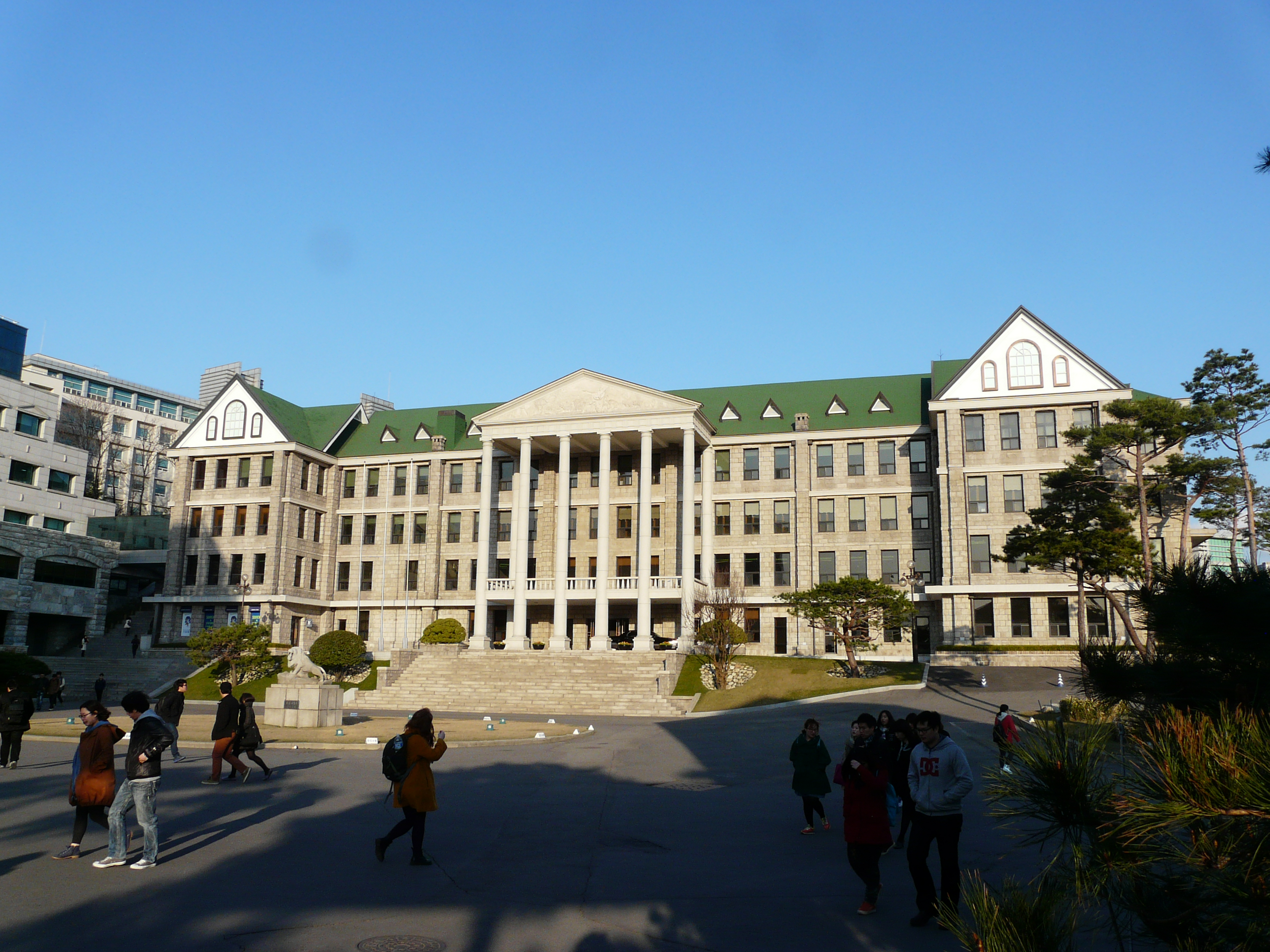
首尔校区

漢陽大學首爾校區位於城东区，杏堂洞17番地，学校面积大约40万8786 m²。附近有首都圈電鐵的漢陽大學站及往十里站。首尔校区与汉阳司法大学，汉阳女子大学相邻，因为山丘地形所以地势以险峻而著名，利用陡峭的地形而建的人工瀑布和运动攀岩位于人文大的附近。丘陵地形的特性把里层和玄关层分离，大部分建筑的2-4层都起着玄关层的作用。中央图书馆和学生福利相关建筑集中于爱之门附近。单科大学的学习设施以及其他学生福利设施都在学校建的高楼里。
首尔校区有14个单科大学/学部，工科大6000名，医大800名，人文大1000名，社会大1000名，自然大1000名，法大1000名，政策大500名，经金大600名，经营大1500名，司法大900名，生活大400名，音乐大以及艺体大1300名，国际学部150名等。法科大学随着法学院的开院转为政策科学大学，工科大学随着领域的不同分为四个独立组织。2011年以后恢复了单一工大体制，学科标记顺序和过去一致。汉阳大学有运营金刚石项目的7个战略学科，自然系列有4个学科（融合电子工学部，能源工学科，未来汽车工学科，微软专业），人文系列有3个学科（政策学科，金融经营学科，行政学科）。融合电子工学部得到了大韩民国7个大企业的后援，能源工科在2012年汉阳大学被选定为WCU事业，作为新设的学科与日本理化学研究所进行了合作。政策学科作为法大的后身，是为了培养大韩民国的领导而设置的学科。政策学科的各种考试都专业化，金融经营学科开设了金融专家课程。从2012年开始，首尔校区在工科大学年内开设战略学科电脑工学部微软专业并选拔了30名新入生。所有人员在2学年学校给予支付奖学金，剩下的两年由三星电子支付全额奖学金。此外，对通过选录的学生们提供实习的机会并保障就业。

#### 主要建筑
- 本馆/新本馆：新本馆于2009年竣工，以校长室为首的学校行政机关就在这里。2011年末，对旧本馆进行了重修，现在和新本馆都在使用当中。
- 中央图书馆(白南学术信息馆)：本馆有医学，音乐，法学图书馆，总藏书量有1,078,777卷。
- 汉阳科学技术院(HIT)：和理工科相关学问有着密切关系的建筑，产学协力团以及中小业体入住，研究室，大会议室，CLUB H等都在这里。
- 联合技术中心(FTC)：融合学问研究中心，日本理化学研究所入住，2009年日本麻生太郎总理访问了这里。是作为世界大学第二所引进300mm级半导体工程装备的大学。
- 爱之门：首尔地铁2号线汉阳大站2号出口，与校内（本馆前面）相连接。

#### 学习设施
汉阳大学的学习设施分为中央图书馆、各单科大学图书馆、各种研究室、电子室以及休息室。2007年竣工的法学学术信息馆起着第二中央图书馆的作用，和白南学术信息馆共用电子坐席管理系统。电子坐席管理系统是用计算机掌握现况，和无人图书借阅 / 归还系统一起运营。用复制和印刷的专用卡综合运营，研究室以预约制运营。单科大学图书馆在各个单科大学管理运营，大部分全年无休（建筑统一封闭日除外）24小时运营。

#### 固有名词化的场所 / 地形
在汉阳大学，和山丘上建造的特殊地形地形相关的名称有很多。虽然不是正式的名称，但在学生们之间却广泛地被使用着，而且校内舆论里也有这样的内容，特别是象征陡峭的88台阶，158台阶等都是以台阶相关的名称命名，也有表现相关地域环境的暴风丘陵。此外，有的地方由于不是正式存在，所以为了区分就出现了第三校区的名称，还有为了把有关地域的美观性表现出来用米那斯提力斯命名。

#### 山丘
- 进士路：在正门前面凸起的山丘，非常陡峭。现在经过重修之后有了绿地设施和木楼梯。
- 暴风的山丘：连接生活科学大学-汉阳司法大学-法学学术資訊馆的坡路，因为这里是风口，所以被叫做暴风的山丘。

#### 楼梯
- 木月路：连接通往人文科学大学的楼梯，2008年以前有138个台阶所以常被叫做138台阶，重修后又增加了20个，所以有了现在的158台阶。正式命名为木月路。
- 88楼梯：连接通往社会科学大学的楼梯，上面写有“爱国汉阳”的字体，有迷信传说如果走靠汉阳广场一侧的楼梯的话会挂科。由于楼梯上下施工，现在的台阶数变成了85个。
- 精力楼梯：连接医科大学到自然科学大学的楼梯，因每个台阶之间的高低差较大而得名。2009年进行了部分重修。

#### 地域
- 米纳斯提力斯 :被称为人文大-自然大-司法大最高地域，和指环王里的堡垒相似，所以有了这样的别称。
- 第三校区：是被称作经济金融大学，法学大学，政策科学大学，经营大学，資訊通讯大学，艺术学部，体育大学等超过山顶的地域，实际上属于首尔校区的范围内，因为地形的接近性问题和与中心交流而有了这样的别称。

#### 公演设施
首尔校区有5个常设公演设施。MBC FM4U和前夜庆典活动，闭幕庆典等学校的大的活动主要在露天剧场进行，以学生团体为单位的小型活动根据所需人员和用途分别设有艺术剧场，小剧场，音乐厅等。有时候研讨会等活动也在公演设施内召开。也有的在学校空地或者奥林匹克体育馆搭建舞台来进行公演活动。在百南音乐馆主要进行和音乐大会相关的活动和音乐大赛，还有入学说明会等。

### ERICA校区

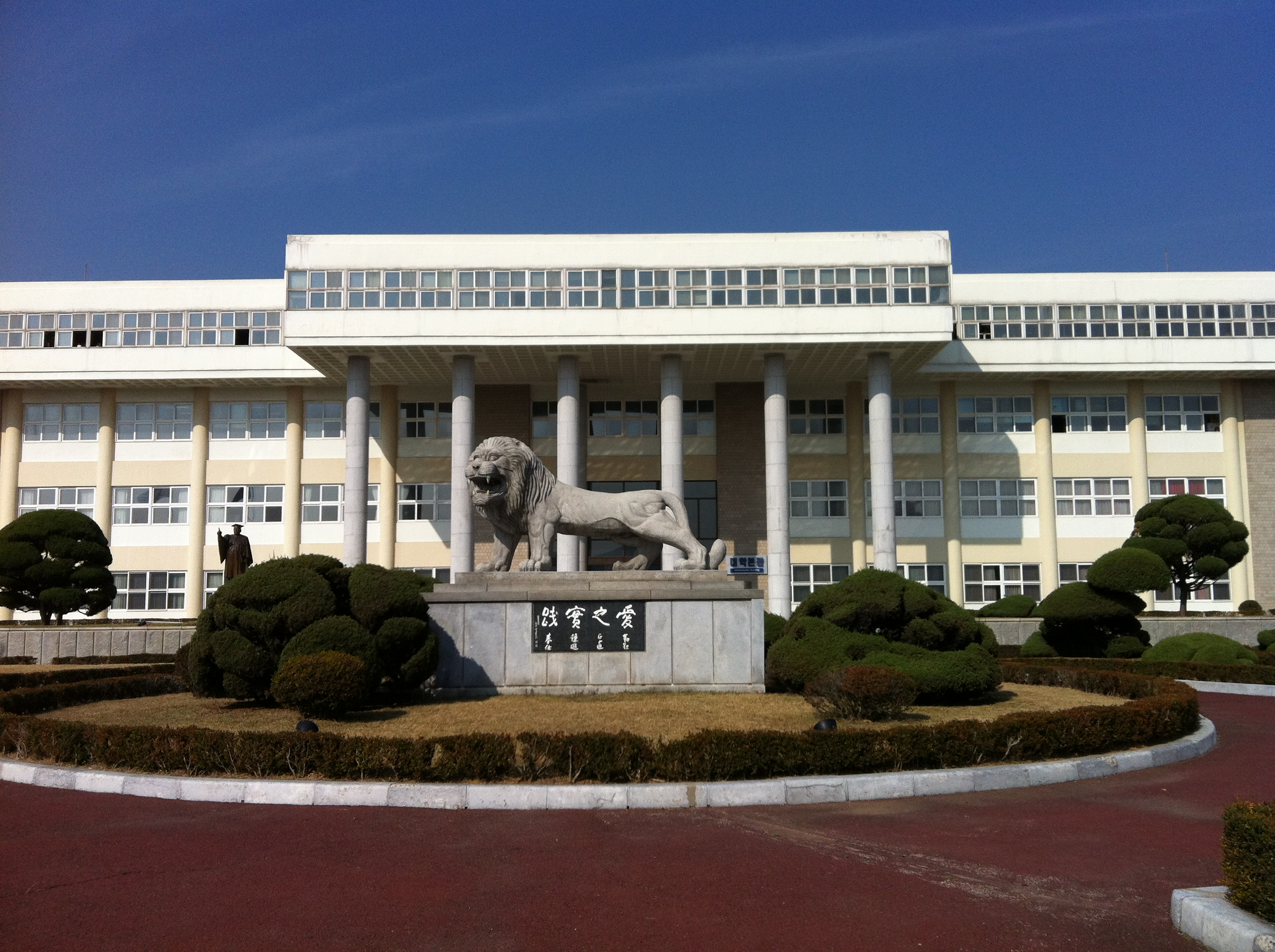
ERICA校区行政樓

漢陽大學（ERICA校區）位於京畿道安山市常綠区二洞，首都圈电铁4号线與首都圈電鐵水仁·盆唐線的漢陽大學站附近。ERICA为Education Research and Industry. Ansan的首字母简称。在ERICA校区（旧安山校区）编制了8个单科大学，工科以及科学技术3700名，国际文化1400名，大眾傳播700名，经商1300名，设计800名，生活体育学科500名。战略学科有广告宣传学部，生命纳米工学科，机器人工学科，文化产品学科，分子生命科学科，保险精算学科和药科学科。此外，还编入了汉阳融合科学、应用数学、应用物理学科等应用技术 / 实用学风重视的学科，开始了学•研•产特化过程。在2010申办药大并招收了新生。
ERICA校区位于安山市四1洞，具有131万2815 m²的规模，它与首尔校区不同，它的地形特别平坦。因此经常在校园内能看到学生们来回骑自行车。2009年汉阳大学ERICA校区得到了政府支援，并被指定为公用自行车示范学校，而且政府还赠予了公用自行车等基础设施。

#### 主要建筑
- 本馆
- ERICA学术資訊馆
- Guest house：为了学校内活动和学研产集群入住的产业体而建造的，有住宿及会议设施，社会教育院/国际语学院，产业经营设计大学院都在这里。
- 会议厅
- 学研产集群支援中心
- 创意人才教育院：1生活馆（男，女），2生活馆（女生专用），3生活馆（男生专用），4生活馆（男，女）
- 湖水公园 :是在 ERICA校区的湖水设施。并设有喷泉。

除此之外，校园内还有LG零件素材研究所和韩国生产技术研究院，韩国电器研究所，韩国产业技术考试院，经济技术公园等学研产Zone。

#### 学习设施
在ERICA校区以中央图书馆为首，还保留有单科大学读书室和研究室，以及多媒体室。PC室在经商大，舆论資訊大学，国际文化大学，科学技术大学，设计大学都有。

## 研究活动
汉阳大学邀请韩国内外的各界有名人士开展了学术活动。各个单科大学分别举办研讨会和BK21研讨会，持续邀请诺贝尔 获奖者和教授。而且参与各种国策事业SRC/ERC/NRL/WCU 以及BK21 并申办国防生存性技术研究所。与日本的理化学研究所和亚洲研究網路（ARN）共同设立，展开对融合学问的国际性学术研究和教育活动，并出版了韩国大学中唯一的SCI杂志《Journal of Ceramic Processing Research》。作为国际学会活动的IEEE学会与日本东北国立大学，中国北京邮电大学一起主持。汉阳大学以重视实用学问的学风得到了大学技术转移收入，2008年的成果平均上升到1亿元以上，并创出了大韩民国最高的技术转移收益，以特许申请贷学金注册率的49.4%位居韩国大学之最。2008年，在教育科学技术部选定的三大研究事业成果中占据第一位。而且成立了HYU控股技术者主公司，主要做各种技术开发和转移，达成数亿元的销售并成为大韩民国中第一所技术对外输出的大学。申请特许引进‘发明者采访’制度，持续做特许的品质管理，教授们也不停地出版论文并传播于产业界，通过连接技术转移费，在2010年技术转移纯收入上升到了大韩民国第一位。

## 国际交流

### 主要交流大学名称
- 麻省理工学院 (MIT)
- 加利福尼亚大学伯克利分校(U.C. Berkeley)
- 加利福尼亚大学洛杉矶(UCLA)
- 普度大学(PUWL)
- 得克萨斯大学奥斯汀
- 威斯康星大学
- 佛罗里达大学
- 伊利诺伊理工学院
- 剑桥大学
- 帝国学院伦敦
- 亚琛工业大学 (RWTH)
- 奥列件大学 (U.O)

- 新南威尔士大学 (UNSW)
- 清华大学
- 北京大学
- 上海交通大学
- 东北大学
- 筑波大学
- 名古屋大学
- 东京大学
- 东京工业大学(TIT)
- 新加坡国立大学

## 校园文化

### 传媒
汉阳大学的学生舆论共设有8个机关，设在首尔校区的学生会馆和第二工学馆，ERICA校区的学生会馆和会议厅。此外，还发刊以同门们为对象的‘汉阳同门会报’，以宣传为目的的定期刊物‘爱心汉大’（旧民主广场），以考生为对象的‘少年爱心汉大’。

#### 汉大新闻
汉阳大学新闻社。1958年以汉阳大学报为名创刊，1966年改名为汉大新闻。2007年重新以汉阳大学报的名字发刊，从2010年开始变为以汉大新闻的名字发刊。现在除了每学期的考试期间前后每周都会发刊，假期中发行两次。主要以学校相关内容为主，并提出和学校先关的问题点和解决方案。首尔校区的学生会馆设在5层。

#### 汉阳期刊
汉阳大学英文教旨编辑部，1970年4开版面以‘The Hanyang Times’为题目开始发行，1980年改名为‘The Hanyang Journal’。以4×6的背板年度发行四次。设在首尔校区学生会馆5层，ERICA校区会议厅M2层。

#### 汉阳教育宗旨编辑委员会
这是汉阳大学校内唯一的学生自治舆论机构。首尔校区以‘汉阳’为名发刊，是汉阳大学在学生护国团发行的『行唐』的前身。没有校费的支援，是在校生们连续两次交订阅费（包含学生会费）来发刊教旨的。教旨是以小册子的形式连续发刊4次，分布在爱之门和百南学术資訊馆，以及各个单科大学的大厅里。编辑委员会在首尔校区学生会馆的5层。[99]ERICA校区以‘涨潮’的名字发刊。它设于ERICA校区学生会馆。

#### 网路汉阳（旧汉阳周刊）
这是汉阳大学网路舆论机关。2000年创设当时直属于副校长室，后来作为資訊通讯社的下属组织进入现在的宣传组。在汉阳大学的主页和单科大学网页上登载新闻，主要提供宣传性报道。它设于首尔校区第二工学馆的6层。

#### H频道
这是汉阳大学LCD放送媒体的担当机关。创设于2009年，通过校内电梯里设置的LCD播放。之前是以HYnet命名，从2013年开始把媒体名称改为H频道，现在从学生管理媒体手中中转让给校职员管理媒体（資訊通讯出媒体志愿组），后来又进入宣传组。它设于经济金融馆的5层H演播室。

#### 汉大放送局/教育放送局
这是担当汉阳大学影像/语音的放送机关。汉大放送局和两性平等中心一起举办每年的汉阳歌会。1960年以HYBS（现 HUBS）的名字命名，1981年半月分校（现 ERICA校区）开设了半月放送局（现VOH- Voice of Hanyang）。后来经过几次的变迁史拥有了现在的名字。HUBS设于首尔校区学生会馆的6层（汉大放送局），VOH设于ERCIA校区大眾傳播馆的2层。

#### Hi! HY ERICA（旧, Hi! HY Ansan）
这是ERICA校区的专门新闻报刊。作为杂志形式的印刷媒体提供新闻。 

### 汉阳大学的宣传机关

#### 汉阳大学宣传大使  爱心汉大
这是汉阳大学入学处的直属组织。于2006年创设。由2、3年級的在校生构成，和制作定期刊物‘爱心汉大’的对外协力处不同。在节日期间运营宣传相关展台，利用入学考试说明会和高校访问，以及寒暑假期的时间，以高中生为对象展开Ole野营等宣传活动。

#### 汉阳大学音乐团
这是参与并主管汉阳大学大众相关活动的组织，主管每年汉阳大学相关的比赛应援。在露天剧场设有应援团。

#### 汉阳希望 / ERICA WORLD
这是入口网站进去之后的一个关于汉阳大学入学考试的网页。不是正式的组织，主要提供和入学考试相关的通知和展开宣传活动，并制作一些正式和非正式的宣传物。

### 事件/ 事故/ 活动

#### 城东警察局闯入事件
1960年10月，因校方的秋季设施费增收告知书发布而引发的对峙事件。当时因为学生们的反抗，要求降低学费，在对峙的过程中要求警方支援，当时的校长金连俊和学生会长李峰莫被学生们拉走了。事件进行途中，在汉阳大学露天剧场对峙中的学生们把学习用的书桌点燃后解散，其中一部分学生受到了惩戒处分。

#### 李硕暴行致死事件
这是1997年在汉阳大学总学生会室李硕的死亡事件。凶手韩重连说李硕是警察的特派员。对此，警方表示他只是单纯的技术修理工，由于韩重连误认为他是警察特派员而导致死亡。

#### 第36届Change 4 U总学生会学生会费贪污事件
2007年随着非常对策委员会的问题提出，第36届Change 4 U总学生会由于贪污了大约1400万元而被辞退。学校当局没有公开具体的监事资料。

#### 70日的奇迹
2009年汉阳大学迎来了70周年活动。为了响应学校爱之实践的标语，70天挑战了7000人的捐血金氏世界纪录。截止2009年5月16日进行的这项活动在KBS呼唤爱心节目中直播，经过6211次的5831人的纪录被记录在了韩国金氏世界纪录里。

#### 柳在夏 音乐比赛大會
汉阳大学作為柳在夏的母校，每年都会举办柳在夏音乐比赛大會，並培养出曹圭赞、柳熙烈、房時赫等大众音乐唱作人。

#### 汉阳大学庆典
汉阳大学的两个校区每年都有春季和秋季两次庆典活动。首尔校区是以Rachios，爱汉节的名字进行，ERICA校区是以别望节，涨潮节的名字进行。2014年，ERICA校区的庆典名字是封印节，而Rachios是以大统治的名称举办的，从2009年第37届总学生会SAY又重新开始使用这个名称。

#### MBC FM4U 夏季音乐庆典
每年夏天在露天剧场举行的MBC广播公开放送。展开为期两天的活动，并邀请韩国有名的艺人来参演。虽然是对一般人公开的活动，但入场需要有MBC和汉阳大学总会生的入场券才行。

##### 其他活动
除了比较大的活动之外，以学生和学校为主体的活动也有很多。有以新生为对象的新学习院/提前学习院，以在校生为对象的工业数学比赛大会，汉阳摄影记录募集展，还有学生们主办的工科大学文化庆典。作为文化活动的音乐大学的定期演奏会每年在艺术殿堂举办，为了支援学生们的就业每年还进行Job Discovery Festival。

### 汉阳大学的各种活动

#### 新学习基地 / 预先学习基地
以新入生为对象，在校生们准备的项目，参加预先学习基地的项目可以获得学分。

#### 工业数学竞赛
以工科大学，自然科学大学，資訊通訊大学学部生为对象举行的高等数学能力测试考试，年例活动。

#### 汉阳照片记录募集展
由记录管理室主管的汉阳大学相关照片资料展。2009年实行第一届募集展。

#### 玩球
每年秋季工科大学主办的学术庆典及文化庆典，由工科大学学生会主管各种学术活动和文化活动。管弦乐定期演奏会。汉阳大学音乐大会的定期演奏会，每年秋季在艺术的殿堂举行管弦乐定期演奏会。

#### 汉阳 JOB DISCOVERY FESTIVAL（就业博览会）
汉阳大学就业志愿中心每年为了帮助学生们的就业活动，在秋季开学初都会举办汉阳JOB DISCOVERY FESTIVAL就业博览会。2008年就业博览会包括三星，现代，SK，斗山等117个业体，共5千余求职者参加。

## 著名校友
- 郑梦九（工业经营67年毕业生），韩国现代起亚汽车集团会长
- 金炫奭（電子工程學士，1987年畢業生）三星電子總裁暨執行長
- 李英愛（德語德文學系畢業），演員
- 姜棟元（機械工程系畢業），演員
- 具台晟（旅遊系學士畢業），韓國職棒投手、教練
- 鄭珉台，韓國職棒投手、教練
- 金亨碩（作曲系畢業），作曲家、音樂製作人
- 強藝元（聲樂系學士畢業），演員
- 金南一，足球選手
- 李炳憲（法語及法國文學系畢業），演員
- 李泰林（戲劇電影學系畢業），演員，已息影
- 李必模（戲劇電影學系畢業），演員
- 崔如真（戲劇電影學系畢業），演員
- 李东健（戲劇電影學系，劝退），演員
- 朴贊浩（經營系學士畢業），前美國職棒大聯盟投手，現已退休
- 薛景求（戲劇電影學系畢業），演員
- 宋允兒（人類考古學系畢業，以第一名的成績入學），演員
- 趙慧蓮（戲劇電影學系畢業、言論情報大學院碩士畢業），演員
- 金孝珍（戲劇電影學系畢業、戲劇電影學碩士生），演員
- 金慈玉（戲劇電影學系畢業），演員
- 劉五性（戲劇電影學系畢業），演員
- 崔智友（戲劇電影學系畢業），演員
- 李恩熙（觀光學系畢業），演員
- 張根碩（戲劇電影學系畢業），演員、歌手
- 李泰蘭（戲劇電影學系畢業），演員
- 吳智恩（戲劇電影學系畢業），演員
- 都知嫄（舞蹈學系畢業），演員
- 李青兒（戲劇電影學系），演員
- 丁一宇（戲劇電影學系畢業），演員
- 鄭柔美（戲劇電影學系），演員
- 李清娥（戲劇電影學系學士），演員
- 徐一哲（新聞放送系畢業）中國青年創家業家
- 河錫辰（機械工程學系畢業），演員
- 李昭娟（戲劇電影學系畢業），演員
- 李相燁（戲劇電影學系畢業），演員
- 金英光（戲劇電影學系），演員
- 池晟（戲劇電影學系畢業），演員
- 辛東根（Peniel ） （國際學系畢業），男子團體BTOB團員
- 李燦熺（實用音樂系，轉學），男子團體TEEN TOP團員
- CNU (歌手)（戲劇電影學系畢業），男子團體B1A4團員
- 金碩珍（網路研究所：广告媒体MBA，在學），男子團體防彈少年團團員
- 金南俊（網路研究所：广告媒体MBA，在學），男子團體防彈少年團團員
- 闵玧其（網路研究所：广告媒体MBA，在學），男子團體防彈少年團團員
- 郑号锡（網路研究所：广告媒体MBA，在學），男子團體防彈少年團團員
- 朴智旻（網路研究所：广告媒体MBA，在學），男子團體防彈少年團團員
- 金泰亨（網路研究所：广告媒体MBA，在學），男子團體防彈少年團團員
- 洪慶（戲劇電影學系學士畢業），演員
- 金慧埈（戲劇電影學系學士畢業），演員
- 金所泫（戲劇電影學系，在學，2018年入學），演員
- 金香起（戲劇電影學系，在學，2019年入學），演員
- 鄭多彬（戲劇電影學系，在學，2019年入學），演員
- 張東尹（經濟金融學系學士畢業），演員
- 金玟瑩（生活舞蹈藝術系畢業），女子團體Brave Girls團員
- 全圓佑（實用音樂課程(K-POP)，在學），seventeen團員
- 尹淨漢（實用音樂課程(K-POP)，2020年入學）Seventeen (組合) 團員

## 外部連結
- 汉阳大学中文主页 （页面存档备份，存于）
- 汉阳大学中文BBs